# Ceresdorp
Ceresdorp est un village qui fait partie de la commune de Stadskanaal, situé dans la province néerlandaise de Groningue. Le 1er janvier 2007, le village comptait 1 000 habitants.